# ハット・リバー公国

ハット・リバー公国
Principality of Hutt River

国の標語: Dum spiro spero
（エスペラント : 息をする限り、希望を持つ）国歌: It's a Hard Land

ハット・リバー公国（Principality of Hutt River）は、レオナード・ケースリーが独立国と主張していた、オーストラリア大陸西部の広大な小麦畑を中心とした地域である。

## 歴史

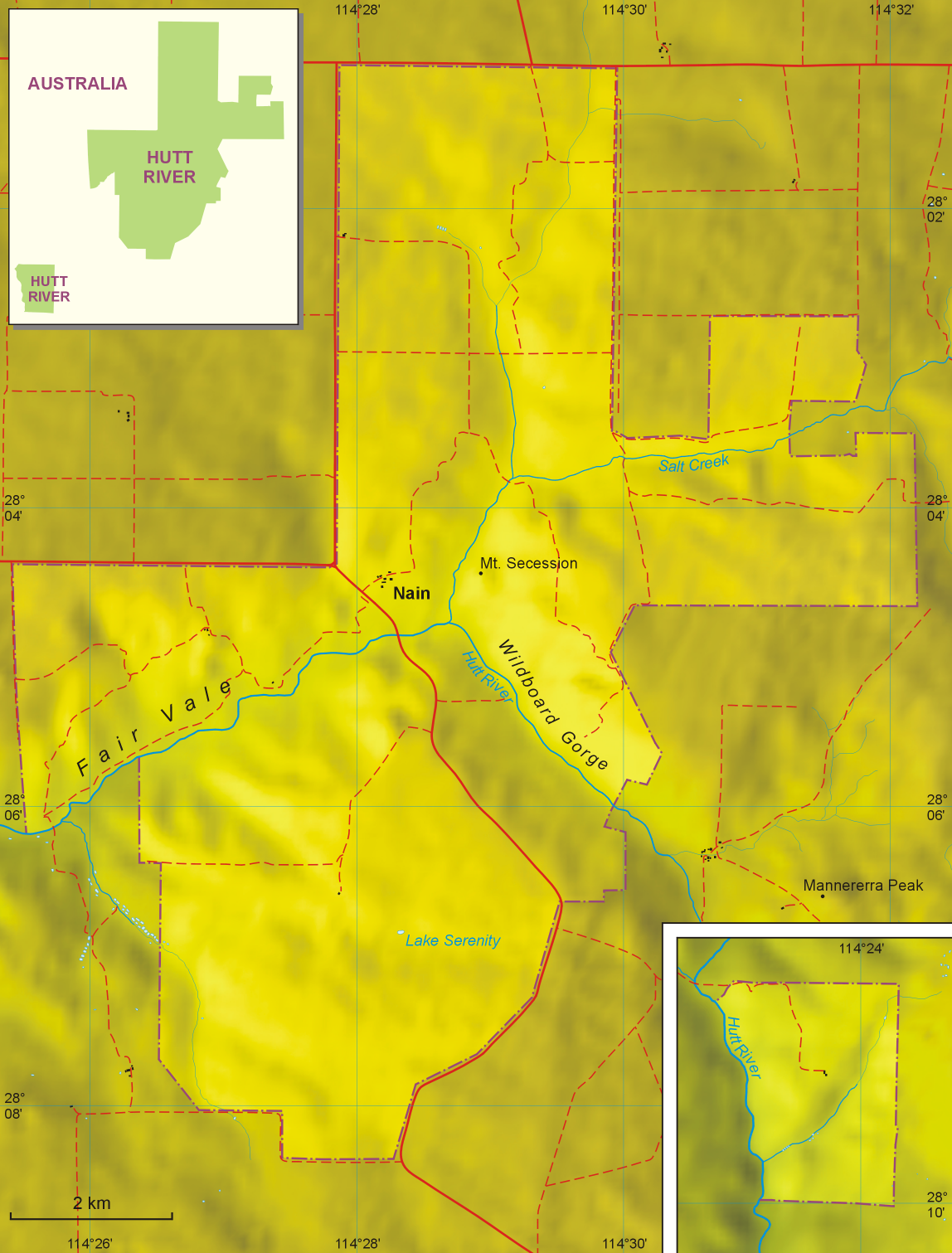
ハット・リバー公国の地図。

1969年10月、西オーストラリア州政府が小麦の販売量割当を決定した際、ケースリーの農場に割り当てられた販売量が十分なものではなかったため、他の5つの農場と連携し政策に反対し、西オーストラリア州総督のダグラス・ケンドルーに法案撤回の請願書を提出した。しかし、請願書は無視され、さらに州政府が地方の農地を取り返す権利を認める法案の審議が進められたため、ケースリーは「経済・土地が奪われる危機に瀕した際には分離独立することが出来る」という国際法の規定に基づき独立の準備を進めた。
ケースリーは「販売量割当の修正または2万オーストラリア・ドルの補償金が支払われない場合、オーストラリアから独立する」と西オーストラリア州政府に最後通告するが、これに対する返答が得られなかったため、1970年4月21日に自身が所有する75平方キロメートルの土地を「ハット・リバー公国」としてオーストラリアからの独立を宣言した。ケースリーは「ハット・リバー公レオナード1世」を名乗るようになるが、独立宣言以降も「自身はエリザベス2世の忠実な臣下である」と発言している。
レオナードの独立宣言に対し、オーストラリア総督のポール・ハズラックは「西オーストラリア州憲法に関する問題には連邦政府は介入出来ない」と発言し、西オーストラリア州政府は連邦政府が介入しない限りハット・リバーへの対応を行わないと決定した。オーストラリア首相のウィリアム・マクマホンは「領土侵害」として訴追するとしたが、レオナードは「国際条約に基いた独立」と反論し、オーストラリアの方針を無視して小麦を売り続けた。
1976年、オーストラリア郵便局はハット・リバーの郵便物の処理を拒否すると通告した。さらに、オーストラリア国税庁がレオナードに対し納税を要求したことを受け、1977年12月2日にレオナードはオーストラリアへの宣戦を布告したが、数日後には停戦を宣言している。
1980年頃に国名を「ハット・リバー王国」と改称したが、短期間で公国に戻している。
2000年、独立30周年に際し、レオナードの長男イアン・ジョージ首相はオーストラリアの週刊誌からの取材で「父が亡くなった後も、その意志を受け継いでいく」とコメントし、ハット・リバーの存続を宣言した。
2017年2月、レオナードは四男のグレームへ譲位した。6月16日、西オーストラリア州最高裁は、オーストラリア国税庁に2006年から8年分、レオナードに約270万ドル、次男のアーサーに242000ドル、あわせて約300万ドルの納税を命じた。ル＝ミエール判事は、「ハット・リバー公国」の提出した陳述書を"gobbledegook"（もったいぶった中身のない文書）と一蹴した。
2019年2月、先代「ハット・リバー公」レオナードが死去した。
2020年8月3日、グレームは「公国」の解散を宣言した。同年にオーストラリアで流行した新型コロナウイルス感染症（COVID-19）の影響で1月より「国境」を閉鎖せざるを得ず、観光収入が断たれたために、オーストラリア政府への租税の支払いの目処が立たなくなったためという。グレームは土地を売り払い、納税に充てるという。「ハット・リバー公国」が独立を宣言してから50年で、再びオーストラリアが実効支配を回復することになった。

## 国内

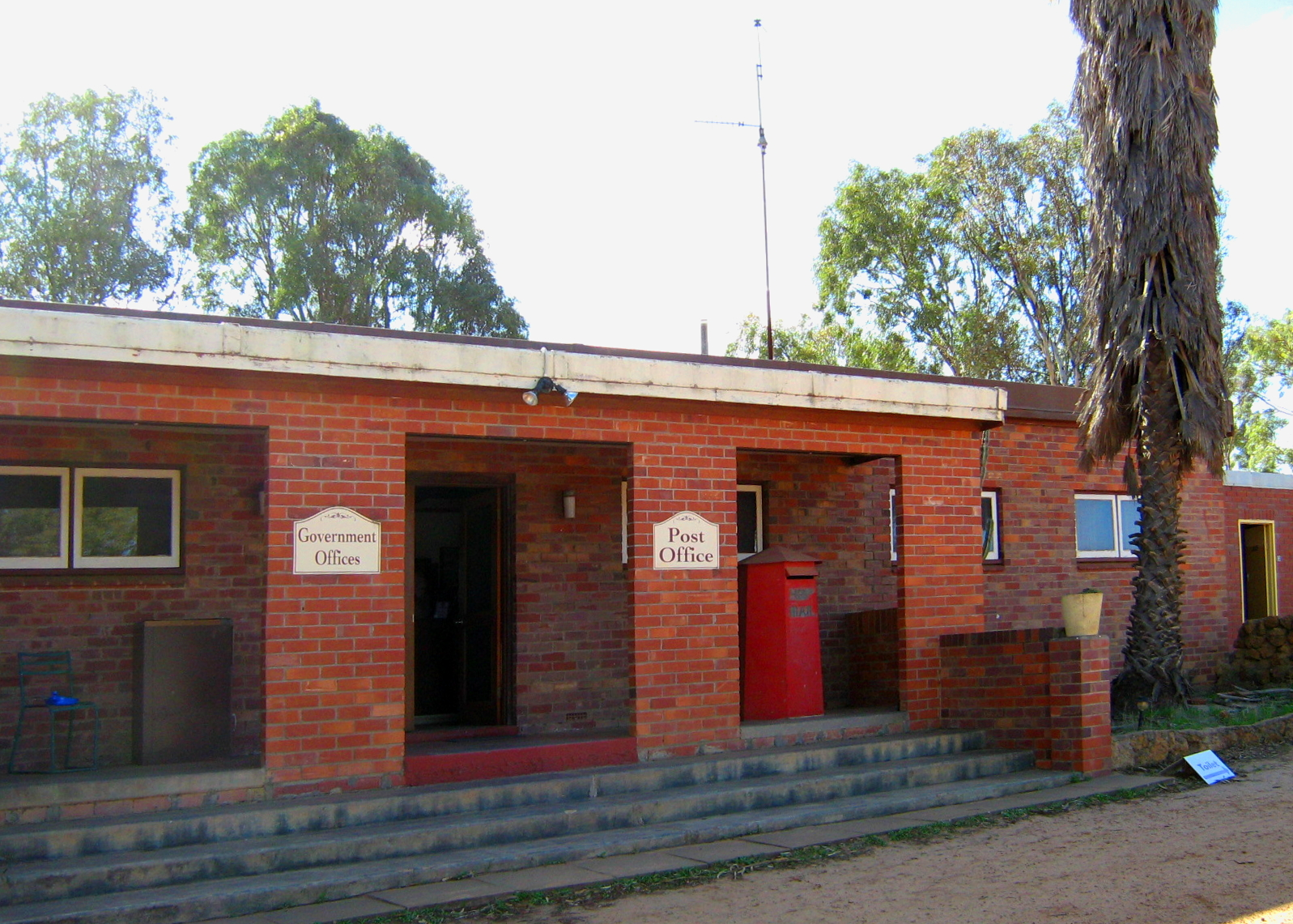
ハット・リバー公国の政府庁舎。

妻シャーリー公妃（2013年死去）が海外のマスコミの取材や観光客の歓待を担当し、長男イアン・ジョージ公太子が首相・経済開発大臣・郵政大臣として小麦などの農産物の生産・輸出を担当していた。この他、次男アーサー・ウェイン公子が外務大臣、三男レオナード・リチャード公子が財務大臣、四男グレーム・アーネスト公子が教育大臣・国立大学学長を担当していた。
国民は総勢23人だが、レオナードは「世界中に1万4,000人の国民が存在している」と主張していた。レオナードを最高司令官とするハット・リバー国防軍を保有し、国民は軍事委員会に名簿登録されていた。
主要産業は小麦・ワイルドフラワー・切手・貨幣の輸出。主な資源として観光があり、海外から年間約4万人がハット・リバーを訪れていた。また、自動車のナンバープレートも発行しているため、新車登録も可能となっていた。2005年3月29日に外国企業の会社信託の登録を開始すると発表するが、オーストラリア政府は「脱税に繋がる恐れがある」として、「ハット・リバーへの登録に法的根拠はない」と警告している。
隣接するノーサンプトン地区政府には、友好のため農産物などを「贈り物」として毎年進呈していた。

## 歴代ハット・リバー公
| 肖像 | ハット・リバー公 | 即位日        | 退位日        | 在位日数        |
| ---- | ---------------- | ------------- | ------------- | --------------- |
|      | レオナード1世    | 1970年4月21日 | 2017年2月11日 | 46年9か月27日間 |
|      | グレーム1世      | 2017年2月11日 | 2020年8月3日  | 3年5か月23日間  |

## オーストラリアの対応
オーストラリア政府はハット・リバーの独立を認めていないが、西オーストラリア州政府は1972年4月21日に、ハット・リバーを事実上の自治州と規定している。
オーストラリア郵便局は1976年にハット・リバーの郵便物の処理を拒否すると通告したが、1980年にパースの裁判所が「ハット・リバーの発行する通貨・切手はハット・リバー内において有効」とする判決を出したため、ハット・リバーの郵便物の受付を再開した。
オーストラリア歳入庁はハット・リバーの住民を「オーストラリア非居住者」として扱っているため、ハット・リバー内で得た所得についてはオーストラリアへの納税が免除されている。
オーストラリア国立博物館には「オーストラリア内の分離」に関する展示がされており、その中でハット・リバーは「オーストラリアからの分離に成功した例」として紹介されている。

## ギャラリー

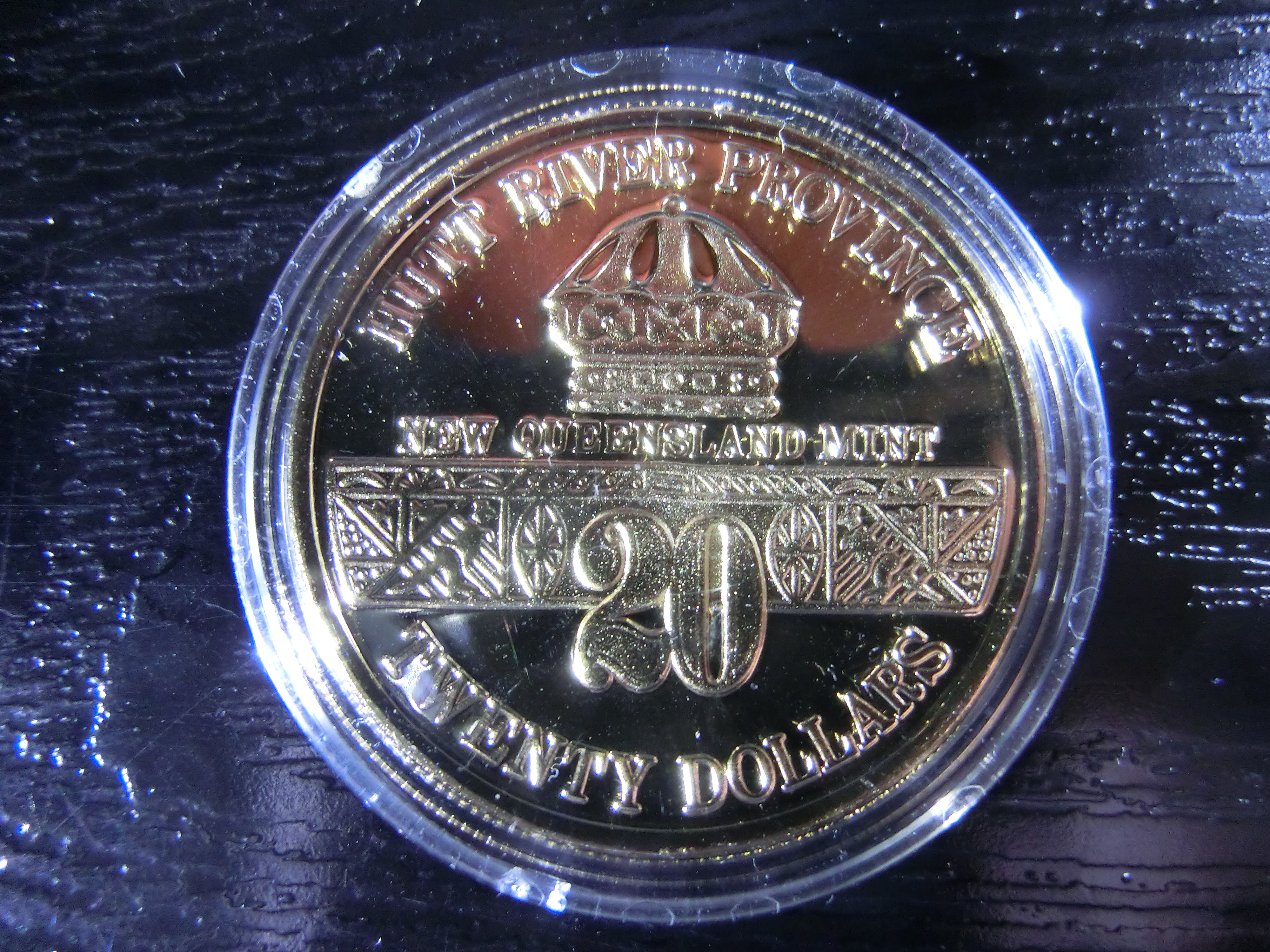
砂漠の嵐作戦記念20ドル金貨1
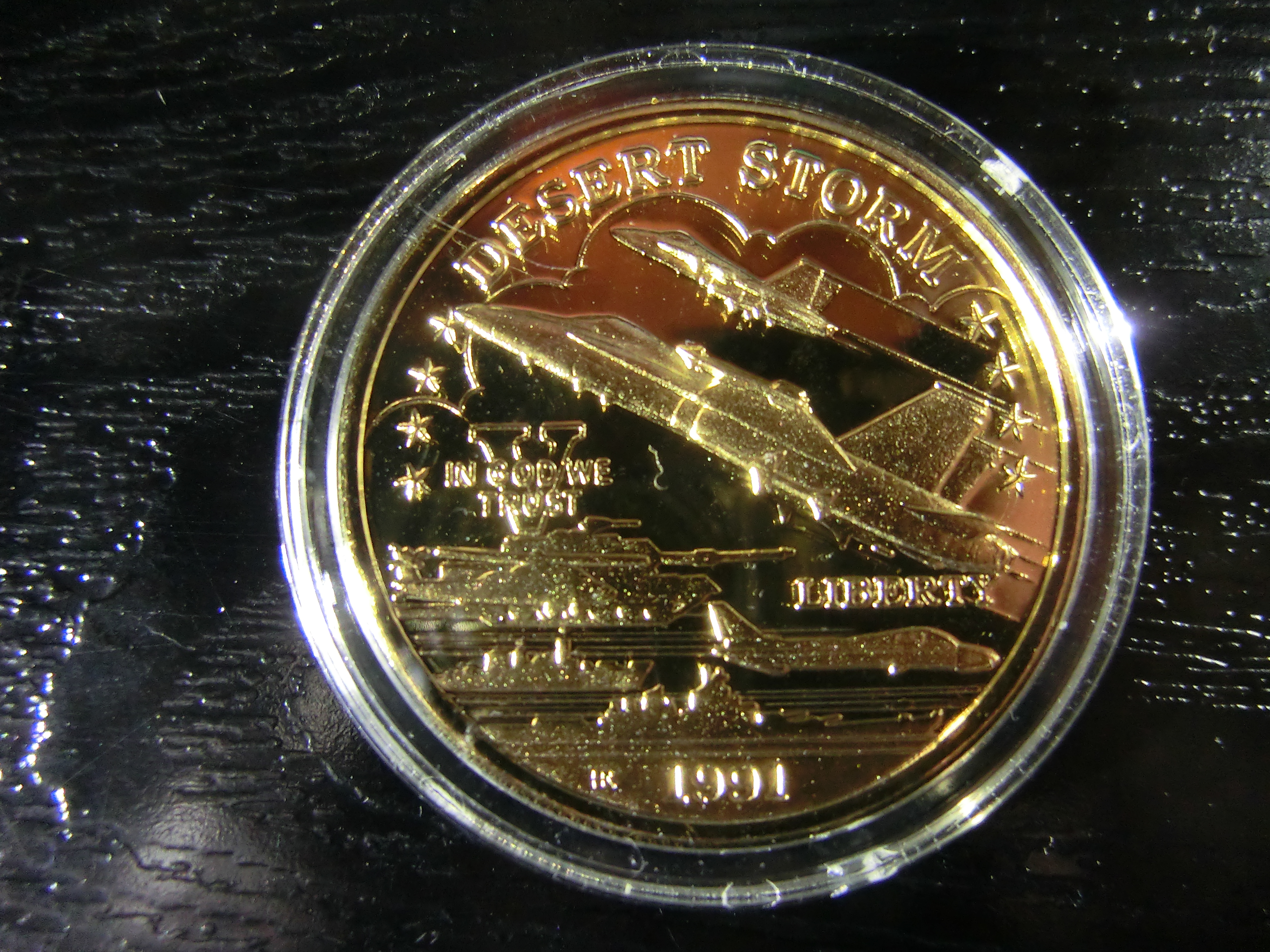
砂漠の嵐作戦記念20ドル金貨2
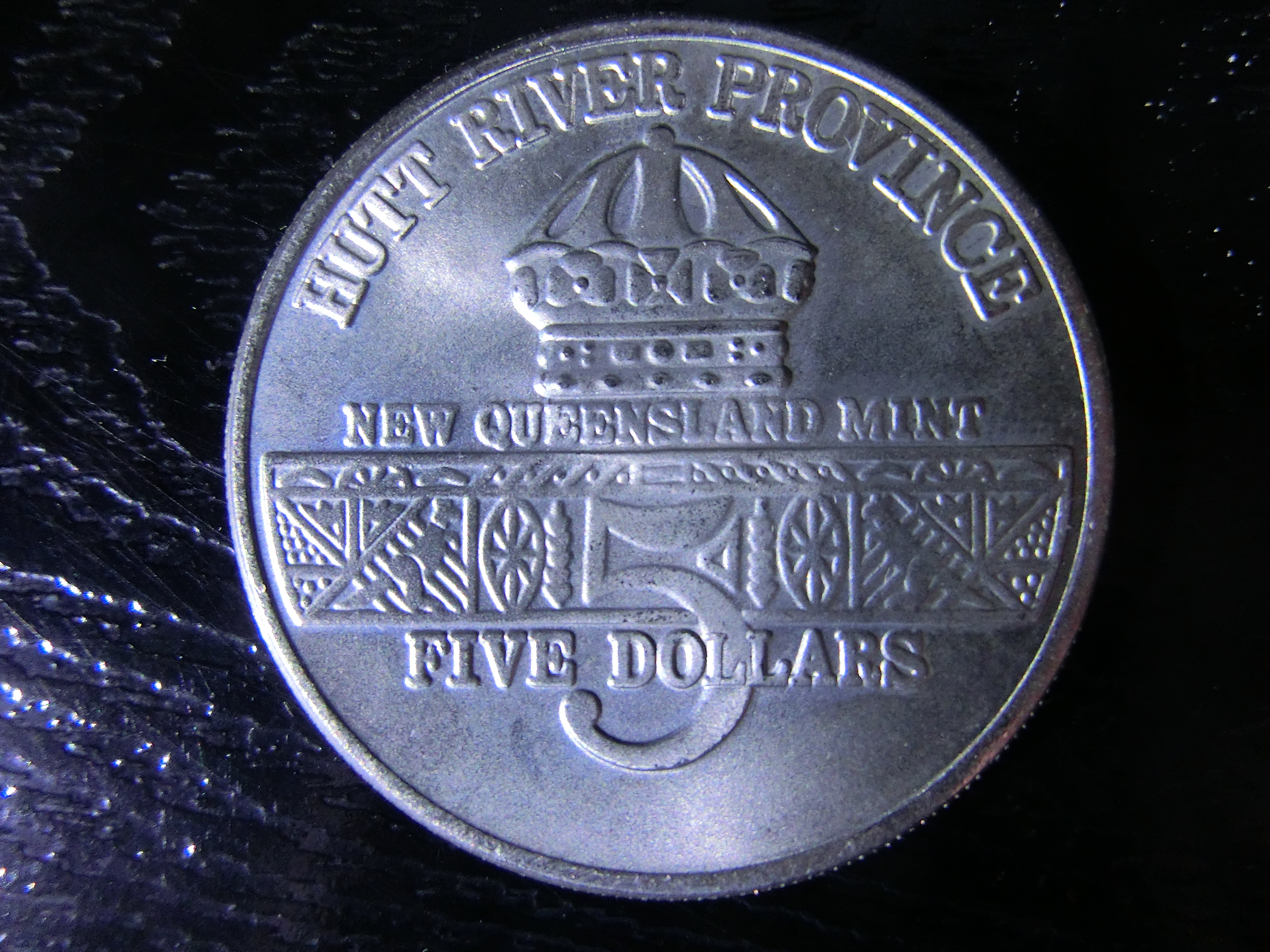
砂漠の嵐作戦記念5ドル銀貨1
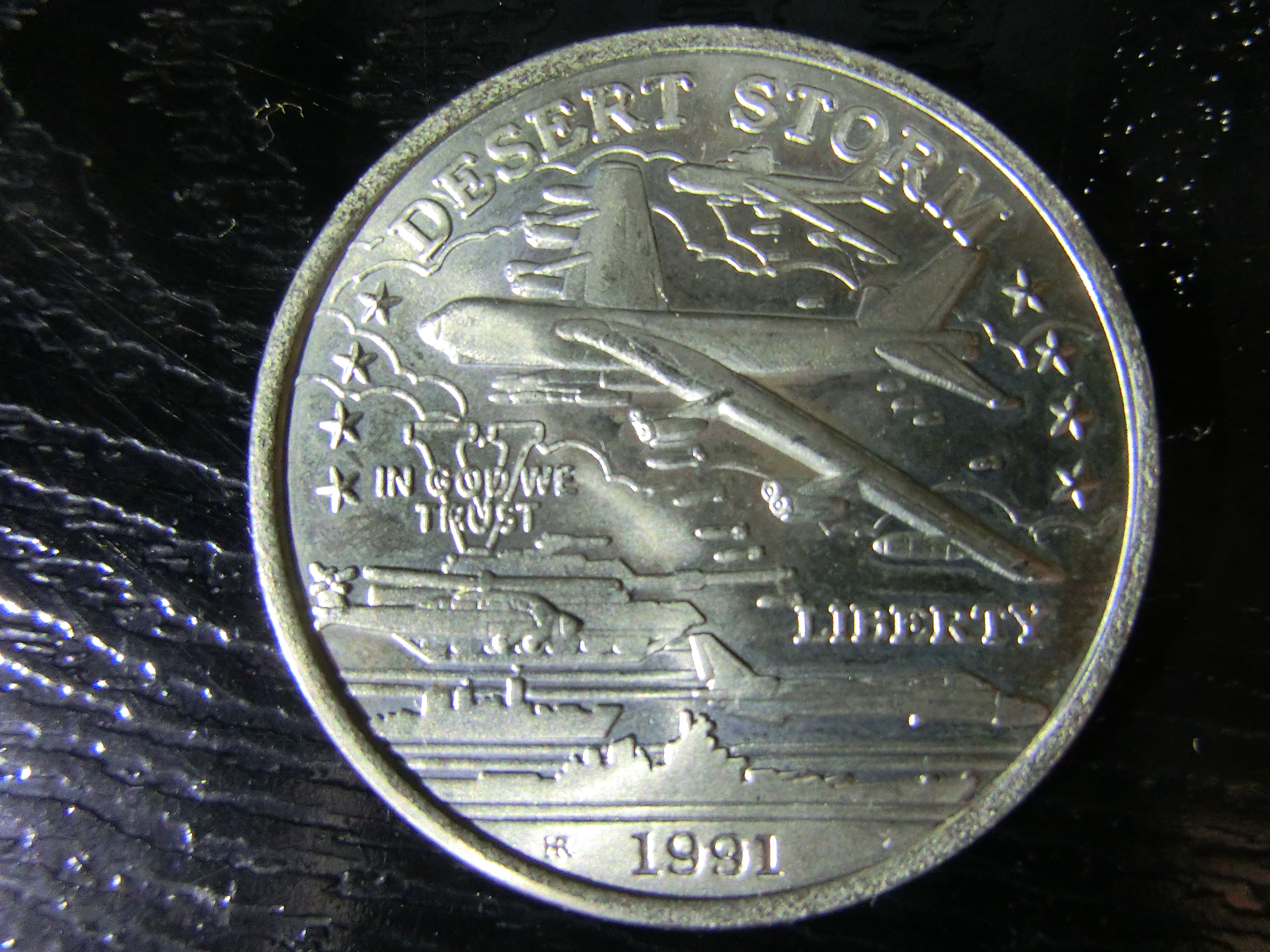
砂漠の嵐作戦記念5ドル銀貨2